# Okres Conthey
Okres Conthey (francouzsky District de Conthey) je jedním z okresů kantonu Valais ve Švýcarsku. Jeho sídlem je Conthey.

## Poloha
Okres se rozkládá ve střední části kantonu, v údolí řeky Rhôny. Na severu sousedí s kantonem Bern.

## Seznam obcí
| Znak       | Název obce | Počet obyvatel (31. 12. 2022) | Rozloha (km²) | Hustota zalidnění (obyv./km²) |
| ---------- | ---------- | ----------------------------- | ------------- | ----------------------------- |
| Ardon      | Ardon      | 3564                          | 20,39         | 175                           |
| Chamoson   | Chamoson   | 4178                          | 32,47         | 129                           |
| Conthey    | Conthey    | 8983                          | 84,95         | 106                           |
| Nendaz     | Nendaz     | 6943                          | 85,96         | 81                            |
| Vétroz     | Vétroz     | 6510                          | 10,43         | 624                           |
| Celkem (5) | Celkem (5) | 30 178                        | 234,20        | 129                           |